# ブライアン・アダムス (プロレスラー)
ブライアン・アダムス（Brian Adams、1964年4月14日 - 2007年8月13日）は、アメリカ合衆国のプロレスラー。ハワイ州カイルア・コナ出身。新日本プロレスの練習生を経て、WWE、WCWで活躍した。

## 来歴
アメリカ空軍の隊員として日本の横田基地に配属されていた際、新日本プロレスの試合を見てプロレスラー転向を決意。除隊後の1986年、かねてからの希望通りに練習生として新日本への入門を果たすが、ビザの関係で日本でのデビュー戦を行うことはできなかった。この練習生時代に武藤敬司主演の映画 『光る女』（相米慎二監督）に敵役で出演している。
帰国後、オレゴンおよびワシントン州のNWA傘下団体Pacific Northwest Wrestling（PNW）にて1987年にデビュー。日本でトレーニングを積んでいたことから、ジ・アメリカン・ニンジャなるニックネームが与えられる。新日本プロレスに参戦経験のあるザ・グラップラーとのタッグチーム "レッキング・クルー" で活動し、1989年12月14日にNWAパシフィック・ノースウエスト・タッグ王座を奪取。1990年4月21日にはシングルのNWAパシフィック・ノースウエスト・ヘビー級王座も獲得した。
この間、1988年に覆面レスラーのミッドナイト・ソルジャーとして新日本プロレスに逆上陸している。素顔ではなかったものの、これが新日本の元練習生であったアダムスの実質的な日本デビューとなった。1989年には素顔のブライアン・アダムスとして全日本プロレスに参戦。目立った活躍はなかったがTVマッチに出た際、解説のジャイアント馬場からは「この選手は基礎がしっかり出来ていますね」などと評価された。

### WWF
1990年6月、体調不良でセミリタイアすることになったデモリッションのチームリーダー、アックス（マスクド・スーパースター、ビリー・クラッシャー）の交代要員として、デモリッション3人目のメンバー、クラッシュを名乗りWWFに登場。タイトルをアックスから譲り受け、スマッシュ（クラッシャー・クルスチェフ、リポマン）とのコンビでWWF世界タッグ王座にも戴冠している。同年夏にリージョン・オブ・ドゥーム（LOD）がWWFに移籍してくると、アルティメット・ウォリアーも巻き込んで軍団抗争を展開した。1991年のレッスルマニア7では、スマッシュと組んで天龍源一郎&北尾光司と対戦している。
デモリッション解散後の1991年下期には、WWF時代と同じリングネーム、コスチューム、キャラクターで古巣のPNWに転戦。10月12日にはリップ・オリバーを破り、NWAパシフィック・ノースウエスト・ヘビー級王座を再び獲得している。1992年5月からはベビーフェイスのシングルプレーヤーとしてWWFと再契約。ニックネームをコナ・クラッシュに、ハワイのサーファーをキャラクターとした爽やか路線で売り出した。その後、ヒールに転向してランディ・サベージらと抗争を展開したものの、1995年3月、ステロイド剤の購入とスタンガンの不法所持で逮捕投獄され、それがもとでWWFを解雇される。
しかし1996年8月、弁護士を名乗るクラレンス・メイスンをマネージャーに「執行猶予処分」という設定のもと、実生活上のトラブルをギミックに取り入れた形でWWFに復帰。ストリートギャング風のキャラクターに変身し、ファルークが結成した黒人至上主義団体：ネーション・オブ・ドミネーション（NOD）（モデルはマルコムXの影響下にあったブラックパンサー党）に加入。白人でありながらファルークのボディーガードとして悪名を轟かせ、同時期にWWFと再契約したLODやアーメッド・ジョンソンらと抗争を繰り広げた。
ファルークと仲間割れした1997年には、ディサイプルズ・オブ・アポカリプス（DOA）というバイカー系のユニットを結成。PNW時代の抗争相手でもあった8ボール&スカル（ブルーズ・ブラザーズ）、チェインズ（ブライアン・リー）をメンバーに、リーダーとして活躍した。

### WCW - WWE
WWF離脱後はWCWに移籍。リングネームを本名に戻し、nWoハリウッドのメンバーに加入、ハルク・ホーガンのパートナーになったこともある。1998年にはnWoジャパンのメンバーとして新日本プロレスに来日した。
その後はキッスとのコラボレーションで生まれたザ・デーモンへの一時的な変身を経て、2000年にブライアン・クラークとクロニック（KroniK）を結成。WCW世界タッグ王座を2度獲得したが、ダーク・カーニバル（グレート・ムタ&バンピーロ）にタイトルを奪われてからは王座に返り咲くことはなかった。以降はナチュラル・ボーン・スリラーズとの抗争などが組まれるも、負けブックが多くなっていた。途中クラークが負傷したためシングルで戦っていたが、自身も虫垂炎を患い、以後クロニックがWCWに登場することはなかった。
WCW崩壊後はWWEの契約選手には入れず、プロゴルファーへの転身も噂されたものの、2001年9月にスティーブン・リチャーズの用心棒としてクラークと共にWWEに復帰。ジ・アンダーテイカーのバイクを攻撃して喧嘩を売り、同月23日に行われたアンフォーギヴェンでアンダーテイカー&ケインのWCWタッグ王座に挑戦した。しかし、これが大凡戦となり、WWEからディベロップメント契約（下部団体での再調整）への条件変更を要請される。クラークはその条件に不満を持ち退団。アダムスは下部組織のHAWで活動することになったが、すぐに解雇された。

### 日本での活動 - 引退
解雇後の2002年7月、クロニックとして全日本プロレスに登場。同月17日に武藤敬司&太陽ケアから世界タッグ王座を奪取する。以降も全日本プロレスにおいて、マイク・バートン&ジム・スティールや武藤&ビル・ゴールドバーグなどのチームと対戦したが、アダムスのプロボクサー転向（結局は実現せず）のためにクロニックは解散することになった。
2003年1月、ファンタジーファイトWRESTLE-1にクロニックとして一夜限りの復活参戦。しかしこの試合も酷評され、その後アダムスは背中と肩の怪我のため引退することになった。引退後は、ラッパーとしても活動しているランディ・サベージのボディーガードを務めた。

### 死去
2007年8月13日、自宅のベッドで意識がなく倒れているところを妻が発見し、救急隊員が駆けつけるも死去していた。43歳没。

## 得意技
クラニアム・クランチ / コナ・クラッシュ
相手の頭を両掌で掴んで押し潰すアイアンクロー。WWFのクラッシュ時代に使用。
ハイタイム（ダブル・チョークスラム）
クロニック時代のクラークとの合体技。
フルネルソン・バスター
プレス・スラム
ハート・パンチ

## 獲得タイトル
パシフィック・ノースウエスト・レスリング
- NWAパシフィック・ノースウエスト・ヘビー級王座：2回[4]
- NWAパシフィック・ノースウエスト・タッグ王座：2回（w / ザ・グラップラー、スティーブ・ドール）[3]

ワールド・レスリング・フェデレーション
- WWF世界タッグ王座：1回（w / アックス&スマッシュ）[5]

ワールド・チャンピオンシップ・レスリング
- WCW世界タッグ王座：2回（w / ブライアン・クラーク）[12]

全日本プロレス
- 世界タッグ王座：1回（w / ブライアン・クラーク）[13]